# 11694 Esterhuysen
11694 Esterhuysen eller 1998 FO70 är en asteroid i huvudbältet som upptäcktes den 20 mars 1998 av LINEAR i Socorro County, New Mexico. Den är uppkallad efter Stephanus A. Esterhuysen.
Asteroiden har en diameter på ungefär 2 kilometer.